# 達斯蒂·斯普林菲爾德

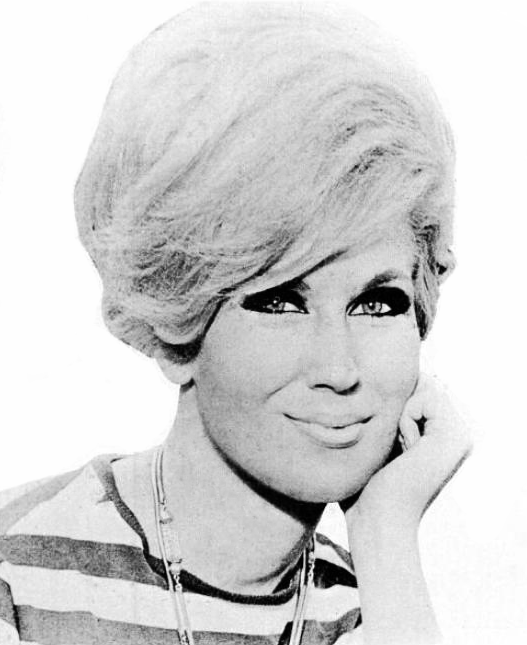
攝於1967年

達斯蒂·斯普林菲爾德，OBE（英語：Dusty Springfield，1939年4月16日—1999年3月2日），本名瑪麗·伊莎貝爾·凱瑟林·貝爾納黛特·奧布賴恩（Mary Isabel Catherine Bernadette O'Brien），英國英格蘭流行歌手。1963－1970年間，她有18張單曲打入Billboard Hot 100排行榜。英國入侵時期的代表女歌手。1964、1965、1968年，《新音樂快遞》（NME）讀者三度票選她為「最佳英國女藝人」（Top British Female Artist）。
1999年一月，英國皇家為了表揚她在音樂上的貢獻，特別頒贈給她「大英帝國勳章」獎，同年三月二日，她因乳癌病逝於牛津附近的家中，享年五十九歲。